# Quatrandorita
La quatrandorita és un mineral de la classe dels sulfurs, que pertany al grup de la sèrie homòloga de la lil·lianita. Rep el seu nom per la seva relació amb l'andorita.
Fins al mes de setembre de 2022 s'anomenava andorita IV, canviant el nom a l'actual degut a les noves directrius aprovades per la CNMNC per a la nomenclatura de polimorfs i polisomes.

## Característiques
La quatrandorita és una sulfosal de fórmula química Pb18Ag15Sb47S96. Cristal·litza en el sistema monoclínic.
Segons la classificació de Nickel-Strunz, pertany a «02.JB: Sulfosals de l'arquetip PbS, derivats de la galena, amb Pb» juntament amb els següents minerals: diaforita, cosalita, freieslebenita, marrita, cannizzarita, wittita, junoïta, neyita, nordströmita, nuffieldita, proudita, weibul·lita, felbertalita, rouxelita, angelaïta, cuproneyita, geocronita, jordanita, kirkiïta, tsugaruïta, pillaïta, zinkenita, scainiïta, pellouxita, chovanita, aschamalmita, bursaïta, eskimoïta, fizelyita, gustavita, lil·lianita, ourayita, ramdohrita, roshchinita, schirmerita, treasurita, uchucchacuaïta, ustarasita, vikingita, xilingolita, heyrovskýita, gratonita, marrucciïta, vurroïta i arsenquatrandorita.

## Formació i jaciments
És un mineral d'origen hidrotermal subvolcànic que es troba en filons que contenen antimoni i argent. Va ser descoberta a la mina Les Cougnasses, a Orpierre, Hautes-Alpes (Provença – Alps – Costa Blava, França). També ha estat trobada a altres indrets de França, Argentina, Bolívia, Romania i Eslovàquia.